# Sivanthipuram
Sivanthipuram es una ciudad censal situada en el distrito de Tirunelveli en el estado de Tamil Nadu (India). Su población es de 14281 habitantes (2011). Se encuentra a 35 km de Tirunelveli y a 90 km de Thoothukudi.

## Demografía
Según el censo de 2011 la población de Sivanthipuram era de 14281 habitantes, de los cuales 7124 eran hombres y 7157 eran mujeres. Sivanthipuram tiene una tasa media de alfabetización del 90,31%, superior a la media estatal del 80,09%: la alfabetización masculina es del 94,78%, y la alfabetización femenina del 85,90%.